# Agnolini
Agnolini ou Anolini (dialeto de Mantua : agnulìn ou agnulì) é um tipo de massa recheada originária da província de Mântua, Itália. Eles são frequentemente consumidos em sopas ou caldos.

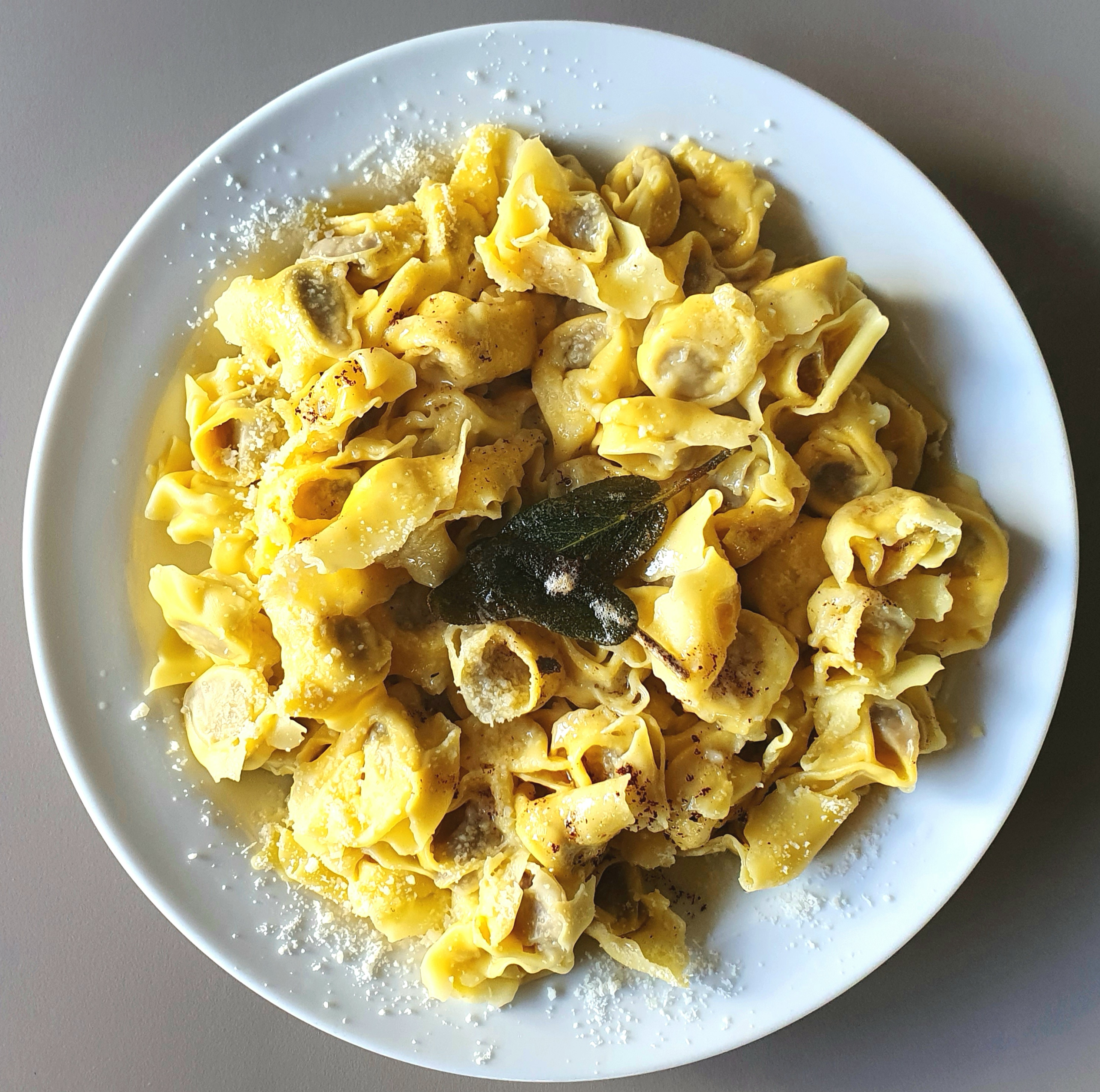
Agnolini

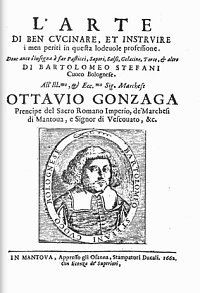
Página de título de L'arte di ben cucinare (1662) de Bartolomeo Stefani

A receita de Agnolini foi publicada pela primeira vez em (1662) por um cozinheiro da corte da família Gonzaga. A receita foi transmitida de geração em geração pelas famílias de Mântua.[carece de fontes?]
Os agnolini são o principal ingrediente das sopas da culinária mantuana, geralmente consumidas em feriados e ocasiões importantes. Servido com caldo de galinha, é um prato tradicional de Mântua na véspera de Natal, ao lado de outros pratos tradicionais de Mântua, como a sopa de agnolini, sorbir d'agnoli, com abundante adição de queijo parmesão. Sorbir, ao qual se adiciona vinho tinto, geralmente Lambrusco, representa a abertura do almoço de Natal.
Os Agnolini diferem do clássico tortellini Emiliano, ao qual são semelhantes, no formato e nos ingredientes da massa do macarrão..

### No Brasil
No Brasil, o agnolini é um prato típico da região Sul, associado à influência da imigração italiana. Popular nos estados do Rio Grande do Sul, Santa Catarina e Paraná, trata-se de uma massa recheada que apresenta semelhanças com o capeletti. O recheio pode variar, sendo comum o uso de carne bovina, frango ou queijos.
O agnolini é tradicionalmente preparado em forma de sopa, conhecida como "sopa de agnolini", e é consumido em ocasiões diversas, como festas comunitárias e eventos familiares. A receita é transmitida entre gerações, mantendo-se presente em celebrações e festividades.